# Macrocoma lefevrei
Macrocoma lefevrei é uma espécie de escaravelho de folha de Arábia Saudita, Omã, Iémen, Irão e Egipto. Foi primeiro descrito por Joseph Sugar Baly em 1878.